# Omoglymmius
Omoglymmius is een geslacht van kevers uit de familie van de loopkevers (Carabidae). De wetenschappelijke naam van het geslacht is voor het eerst geldig gepubliceerd in 1891 door Ganglbauer.

## Soorten
Het geslacht Omoglymmius omvat de volgende soorten:
- Omoglymmius actae R.T. & J.R. Bell, 1982
- Omoglymmius africanus (Grouvelle, 1892)
- Omoglymmius alticola (Grouvelle, 1913)
- Omoglymmius americanus (Castelnau, 1836)
- Omoglymmius amplus R.T. & J.R. Bell, 1982
- Omoglymmius aristeus R.T. & J.R. Bell, 1989
- Omoglymmius armatus (Arrow, 1901)
- Omoglymmius asetatus R.T. & J.R. Bell, 1982
- Omoglymmius astraea R.T. & J.R. Bell, 1987
- Omoglymmius auratus R.T. & J.R. Bell, 1982
- Omoglymmius batantae R.T. & J.R. Bell, 2009
- Omoglymmius batchianus (Arrow, 1901)
- Omoglymmius bicarinatus R.T. & J.R. Bell, 1982
- Omoglymmius biroi R.T. & J.R. Bell, 1982
- Omoglymmius bituberculatus R.T. & J.R. Bell, 1992
- Omoglymmius borneensis (Grouvelle, 1903)
- Omoglymmius bouchardi R.T. & J.R. Bell, 1982
- Omoglymmius brendelli R.T. & J.R. Bell, 1987
- Omoglymmius bucculatus (Arrow, 1901)
- Omoglymmius caelatus R.T. & J.R. Bell, 1981
- Omoglymmius capito (Grouvelle, 1895)
- Omoglymmius carinatus (Grouvelle, 1903)
- Omoglymmius cavea R.T. & J.R. Bell, 1982
- Omoglymmius cavifrons (Grouvelle, 1914)
- Omoglymmius cheesmanae (Arrow, 1942)
- Omoglymmius classicus R.T. & J.R. Bell, 1982
- Omoglymmius coelebs R.T. & J.R. Bell, 1982
- Omoglymmius consors R.T. & J.R. Bell, 1982
- Omoglymmius continuus R.T. & J.R. Bell, 1982
- Omoglymmius coomani (Arrow, 1942)
- Omoglymmius crassicornis R.T. & J.R. Bell, 1982
- Omoglymmius crassiusculus (Lewis, 1888)
- Omoglymmius craticulus R.T. & J.R. Bell, 1985
- Omoglymmius crenatus (Grouvelle, 1903)
- Omoglymmius cristatus R.T. & J.R. Bell, 1982
- Omoglymmius cupedoides R.T. & J.R. Bell, 1993
- Omoglymmius cycloderus R.T. & J.R. Bell, 2002
- Omoglymmius data R.T. & J.R. Bell, 1982
- Omoglymmius denticulatus R.T. & J.R. Bell, 1982
- Omoglymmius duplex R.T. & J.R. Bell, 1982
- Omoglymmius emdomani R.T. & J.R. Bell, 2000
- Omoglymmius ephemeris R.T. & J.R. Bell, 1982
- Omoglymmius evasus R.T. & J.R. Bell, 1982
- Omoglymmius feae (Grouvelle, 1895)
- Omoglymmius ferrugatus R.T. & J.R. Bell, 1987
- Omoglymmius follis R.T. & J.R. Bell, 1982
- Omoglymmius fraudulentus R.T. & J.R. Bell, 1982
- Omoglymmius fringillus R.T. & J.R. Bell, 1982
- Omoglymmius fulgens R.T. & J.R. Bell, 1978
- Omoglymmius germaini (Grouvelle, 1903)
- Omoglymmius germari (Ganglbauer, 1891)
- Omoglymmius gorgo R.T. & J.R. Bell, 1982
- Omoglymmius gracilicornis (Grouvelle, 1895)
- Omoglymmius greensladei R.T. & J.R. Bell, 1978
- Omoglymmius gressitti R.T. & J.R. Bell, 1985
- Omoglymmius gurneyi R.T. & J.R. Bell, 1982
- Omoglymmius hamatus (LeConte, 1875)
- Omoglymmius hemipunctatus R.T. & J.R. Bell, 1982
- Omoglymmius hesperus R.T. & J.R. Bell, 1982
- Omoglymmius hexagonus (Grouvelle, 1903)
- Omoglymmius hiekei R.T. & J.R. Bell, 1982
- Omoglymmius hornabrooki R.T. & J.R. Bell, 1978
- Omoglymmius humeralis (Grouvelle, 1895)
- Omoglymmius ichthyocephalus (Lea, 1904)
- Omoglymmius impletus R.T. & J.R. Bell, 1981
- Omoglymmius imugani R.T. & J.R. Bell, 1982
- Omoglymmius inaequalis R.T. & J.R. Bell, 1982
- Omoglymmius ineditus (Dajoz, 1975)
- Omoglymmius inermis R.T. & J.R. Bell, 1982
- Omoglymmius insularis (Grouvelle, 1903)
- Omoglymmius intrusus (Grouvelle, 1903)
- Omoglymmius iridescens R.T. & J.R. Bell, 1982
- Omoglymmius javanicus (Grouvelle, 1903)
- Omoglymmius krikkeni R.T. & J.R. Bell, 1982
- Omoglymmius largus R.T. & J.R. Bell, 1985
- Omoglymmius laticeps R.T.Bell, 1977
- Omoglymmius lederi (Lewis, 1888)
- Omoglymmius lentus R.T. & J.R. Bell, 1982
- Omoglymmius lewisi Nakane, 1978
- Omoglymmius lindrothi R.T. & J.R. Bell, 1982
- Omoglymmius lineatus (Grouvelle, 1908)
- Omoglymmius longiceps (Grouvelle, 1910)
- Omoglymmius lustrans R.T. & J.R. Bell, 1978
- Omoglymmius malabaricus (Arrow, 1901)
- Omoglymmius malaicus (Arrow, 1901)
- Omoglymmius manni R.T. & J.R. Bell, 1982
- Omoglymmius massa R.T. & J.R. Bell, 1982
- Omoglymmius microtis R.T. & J.R. Bell, 1982
- Omoglymmius modicus R.T. & J.R. Bell, 1982
- Omoglymmius modiglianii R.T. & J.R. Bell, 1982
- Omoglymmius monteithi R.T. & J.R. Bell, 1992
- Omoglymmius morditus R.T. & J.R. Bell, 1982
- Omoglymmius multicarinatus R.T. & J.R. Bell, 1993
- Omoglymmius mycteroides R.T. & J.R. Bell, 1982
- Omoglymmius nasalis R.T. & J.R. Bell, 1982
- Omoglymmius nemoralis R.T. & J.R. Bell, 1982
- Omoglymmius nicobarensis (Grouvelle, 1895)
- Omoglymmius oberthueri (Grouvelle, 1903)
- Omoglymmius occultus R.T. & J.R. Bell, 1982
- Omoglymmius oceanicus R.T. & J.R. Bell, 1981
- Omoglymmius offafinus R.T. & J.R. Bell, 1978
- Omoglymmius okei R.T. & J.R. Bell, 1992
- Omoglymmius opacus R.T. & J.R. Bell, 1985
- Omoglymmius opticus R.T. & J.R. Bell, 1982
- Omoglymmius oroensis R.T. & J.R. Bell, 1982
- Omoglymmius patens R.T. & J.R. Bell, 1982
- Omoglymmius peckorum R.T. & J.R. Bell, 1985
- Omoglymmius pectoralis R.T. & J.R. Bell, 1982
- Omoglymmius perplexus R.T. & J.R. Bell, 1985
- Omoglymmius philippinensis (Chevrolat, 1875)
- Omoglymmius pilosus (Grouvelle, 1903)
- Omoglymmius planiceps R.T. & J.R. Bell, 1982
- Omoglymmius politus R.T. & J.R. Bell, 1982
- Omoglymmius princeps R.T. & J.R. Bell, 1982
- Omoglymmius pulvinatus (Grouvelle, 1903)
- Omoglymmius puncticornis R.T. & J.R. Bell, 1982
- Omoglymmius quadraticollis (Arrow, 1901)
- Omoglymmius quadruplex R.T. & J.R. Bell, 1982
- Omoglymmius regius R.T. & J.R. Bell, 1982
- Omoglymmius renutus R.T. & J.R. Bell, 1982
- Omoglymmius repetitus R.T. & J.R. Bell, 1982
- Omoglymmius rimatus R.T. & J.R. Bell, 1982
- Omoglymmius rugosus (Grouvelle, 1903)
- Omoglymmius rusticus R.T. & J.R. Bell, 1982
- Omoglymmius sabah R.T. & J.R. Bell, 1982
- Omoglymmius sakuraii (Nakane, 1978)
- Omoglymmius scopulinus R.T. & J.R. Bell, 1982
- Omoglymmius sectatus R.T. & J.R. Bell, 1982
- Omoglymmius sedlaceki R.T. & J.R. Bell, 1982
- Omoglymmius semioculatus R.T. & J.R. Bell, 1982
- Omoglymmius semperi R.T. & J.R. Bell, 1982
- Omoglymmius seriatus R.T. & J.R. Bell, 1987
- Omoglymmius solitarius (Arrow, 1942)
- Omoglymmius strabus (Newman, 1838)
- Omoglymmius stylatus R.T. & J.R. Bell, 1982
- Omoglymmius subcaviceps (Grouvelle, 1903)
- Omoglymmius sulcicollis (Lewis, 1888)
- Omoglymmius summissus R.T. & J.R. Bell, 1982
- Omoglymmius sus R.T. & J.R. Bell, 1982
- Omoglymmius tabulatus R.T. & J.R. Bell, 1982
- Omoglymmius thoracicus R.T. & J.R. Bell, 1982
- Omoglymmius tolai R.T. & J.R. Bell, 1985
- Omoglymmius toxopei R.T. & J.R. Bell, 1978
- Omoglymmius trepidus R.T. & J.R. Bell, 1982
- Omoglymmius trisinuatus R.T. & J.R. Bell, 1982
- Omoglymmius truncatus R.T. & J.R. Bell, 2009
- Omoglymmius vadosus R.T. & J.R. Bell, 1982
- Omoglymmius vicinus (Grouvelle, 1895)
- Omoglymmius viduus R.T. & J.R. Bell, 1982
- Omoglymmius wallacei R.T. & J.R. Bell, 1987
- Omoglymmius wittmeri R.T. & J.R. Bell, 1982
- Omoglymmius zimmermani R.T. & J.R. Bell, 1978